# Droždín
Droždín (německy Droschdein) je historická obec, městská čtvrť a katastrální území statutárního města Olomouce. Nachází se asi 6,5 km na severovýchod od centra Olomouce. Žije zde přes 1 tisíc obyvatel.

## Název
Původní jméno vsi znělo Drozdín a bylo odvozeno od osobního jména Drozda. Význam místního jména byl „Drozdův majetek“. Podoba Droždín je poprvé doložena písemně roku 1613 a vznikla spodobou palatálnosti (zď > žď).

## Historie
První písemná zmínka o vsi pochází z roku 1275, z dané listiny není ale jasné, zda v tu dobu patřila olomoucké kapitule nebo klášteru Hradisko. Je ovšem jisté, že v minulosti patřily různé části Droždína různým majitelům včetně menších zemanů, a až k roku 1660 ho celý získali premonstráti z Hradiska. V té době byl částečně vysídlen v důsledku třicetileté války. Klášter zde měl cihelnu a dva hospodářské dvory, kde měli povinnost roboty i osadníci ze Samotišek a Lošova. Po zrušení kláštera roku 1784 připadl Droždín státu, od nějž jej v roce 1826 koupil hrabě Filip Ludvík Saint Genois. Ovšem již v roce 1850 se stal samostatnou politickou a katastrální obcí (farností, četnickou stanicí, poštou nebo do roku 1828 i školou nicméně Droždín vždy spadal pod Svatý Kopeček).
Droždín nebyl typicky selskou vesnicí, protože ačkoli část půdy byla už od zrušení kláštera rozparcelována mezi místní domkaře, většinu obhospodařoval velkostatek, až do znárodnění v držení Spolku moravských cukrovarů. Cihelnu v roce 1885 koupil olomoucký podnikatel Moritz Fischer, většina obyvatel se ale musela živit v průmyslových podnicích mimo obec. Politicky nejsilnější zde tak byla sociální demokracie a působily zde především dělnické spolky jako DTJ nebo Dělnický podpůrný spolek. Přes obec od roku 1870 směřuje od Samotišek ke Svatému Kopečku serpentinová silnice, na níž se za první republiky konávaly automobilové a v poválečných letech motocyklové mezinárodní závody do vrchu Svatokopecký okruh. K 1. červenci 1974 se Droždín stal součástí Olomouce.
| Rok      | 1869 | 1880 | 1890 | 1900 | 1910 | 1921 | 1930 |
| -------- | ---- | ---- | ---- | ---- | ---- | ---- | ---- |
| Obyvatel | 744  | 784  | 802  | 816  | 893  | 855  | 1018 |
| Domů     | 116  | 121  | 129  | 134  | 139  | 141  | 184  |
| Rok      | 1950 | 1961 | 1970 | 1980 | 1991 | 2001 | 2011 |
| Obyvatel | 963  | 1066 | 1064 | 954  | 902  | 992  | 1184 |
| Domů     | 238  | 238  | 253  | 249  | 266  | 291  | 348  |

1. ↑  Z toho 991 osob národnosti československé, 24 německé a 3 ostatních.[9]

## Tradice

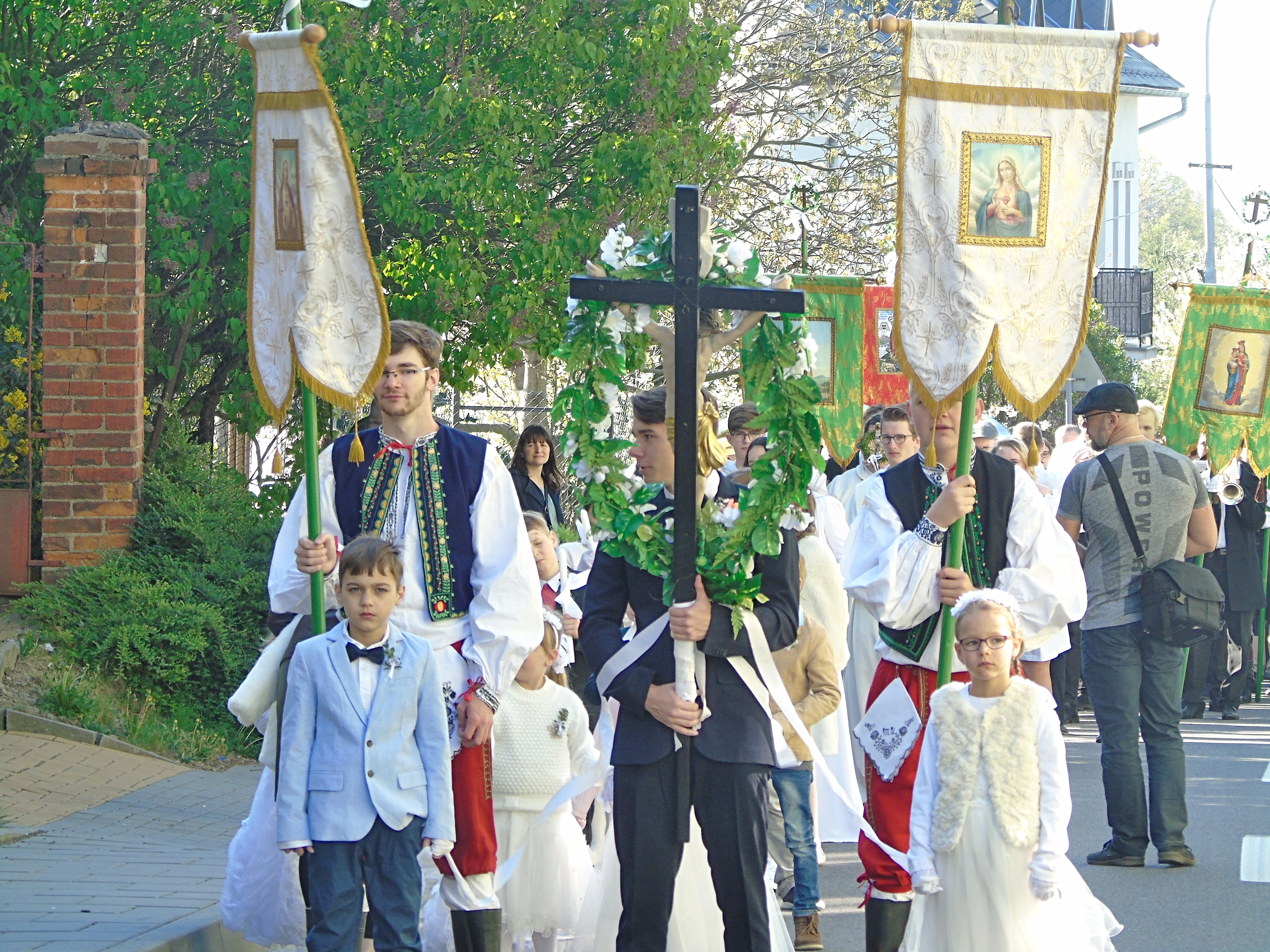
Droždínské procesí

Droždínské hody se konají vždy na Velikonoční neděli. Hody jsou zahajovány procesím do farního chrámu (baziliky) na Svatém Kopečku u Olomouce. Hlavními aktéry jsou:
- družička, u jejího domu se procesí zahajuje a
- mládenec, u jeho domu procesí po mši končí.

Průvod je provázen dechovou hudbou a účastní se ho mnozí občané Droždína. Hody vrcholí společnou hostinou a zábavou. Tato tradice byla přerušena v 2. polovině 20. století pod nátlakem komunistického režimu a obnovena byla v roce 1995.